# La Cadière-d'Azur
La Cadière-d'Azur este o comună în departamentul Var din sud-estul Franței. În 2009 avea o populație de 5.310 de locuitori.

## Evoluția populației
| An        | 1975  | 1982  | 1990  | 1999  | 2006  | 2009  |
| --------- | ----- | ----- | ----- | ----- | ----- | ----- |
| Populație | 2.044 | 2.410 | 3.139 | 4.239 | 5.039 | 5.310 |